# Älvdals, Särna och Idre tingslag
Älvdals, Särna och Idre tingslag var ett tingslag i Dalarna i Kopparbergs län som ingick i Ovansiljans domsaga. 
Tingslaget bildades 1948 då Älvdals tingslag och Särna och Idre tingslag sammanfördes. Tingslaget upplöstes vid tingsrättsreformen 1971 då området övergick till Mora domsaga.

## Socknar
Tingslaget omfattade följande socknar:

Hörde före 1948 till Älvdals tingslag
- Älvdalens socken

Hörde före 1948 till Särna och Idre tingslag
- Särna socken
- Idre socken